# París-Roubaix 1966
La 64.ª edición de la París-Roubaix tuvo lugar el 17 de abril de 1966 y fue ganada en solitarios por el italiano Felice Gimondi. 

## Clasificación final
| Posición | Ciclista          | Equipo                     | Tiempo     |
| -------- | ----------------- | -------------------------- | ---------- |
| 1        | Felice Gimondi    | Salvarani                  | 6h 23' 32" |
| 2        | Jan Janssen       | Pelforth-Sauvage-Lejeune   | + 4' 08"   |
| 3        | Gustaaf Desmet    | Wiel's-Groene Leeuw-Gancia | m. t.      |
| 4        | Willy Planckaert  | Romeo-Smiths               | m. t.      |
| 5        | Joseph Huysmans   | Dr. Mann-Grundig           | m. t.      |
| 6        | Rudi Altig        | Molteni                    | m. t.      |
| 7        | Willy Bocklant    | Dr. Mann-Grundig           | m. t.      |
| 8        | Arthur Decabooter | Wiel's-Groene Leeuw-Gancia | m. t.      |
| 9        | Rik van Looy      | Solo-Superia               | m. t.      |
| 10       | Gerben Karstens   | Televizier-Batavus         | m. t.      |